# Mjölby–Hästholmens Järnväg

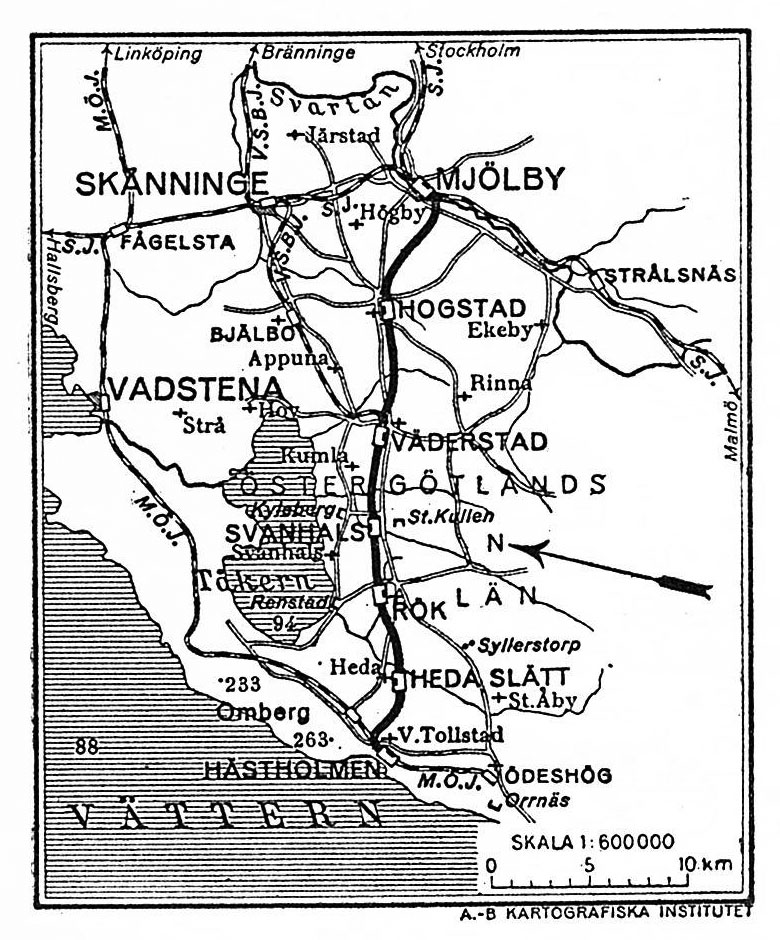
MHJ. Karta 1926.

Mjölby-Hästholmens Järnväg (MHJ), Hästholmenbanan, var en 31 km lång 1435 mm normalspårig järnväg mellan Mjölby och Hästholmen i Östergötlands län. Banan var i drift mellan 1910 och 1990. 

## Historia
I början av 1900-talet fanns det tre järnvägskoncessionansökningar inom Lysings härad i sydvästra Östergötland förutom den redan 1888 öppnade Fågelsta-Vadstena-Ödeshögs Järnväg (FVÖJ). Ett stråk var mellan Mjölby och Vättern som hade föreslagits på 1880/90-talet, ett stråk mellan Gillberga utanför Linköping via Skänninge till Alvastra vars förslag hade funnits lika länge. Ett tredje förslag som aldrig blev av skulle gå från Jönköping via Gränna och Ödeshög till Östra stambanan i närheten av Mjölby. Det billigaste alternativet var via Skänninge eftersom det var ett smalspårigt förslag. Teckning av aktier söktes i Lysinge av Mjölby och Skänninge intressenterna. På ett möte våren 1907 diskuterades bägge förslagen och Mjölbyförespråkarna påstod att banan skulle trafikeras av staten för transittrafiken över Vättern till Hjo. Beslutet uppsköts men i augusti tecknades aktier i MHJ och bolaget bildades den 13 augusti 1907. Koncessionen beviljades den 31 dec. 1907 och bygget påbörjades.
MHJ utgick ifrån Mjölby station vid Östra stambanan och gick via Väderstad till Hästholmen station vid FVÖJ. Den normalspåriga banan korsade FVÖJ och fortsatte via ett parallellt normalspår till hamnen vid Vättern. I Hästholmens hamn fanns även möjlighet att ta sig över Vättern med båt till Hjo. I Väderstad förbands banan med Väderstad-Skänninge-Bränninge Järnväg som öppnades 1914. Sträckan Mjölby-Hästholmen öppnas för allmän trafik den 1 september 1910 och sista biten till hamnen i Hästholmen den 21 september 1910. De bokförda byggnadskostnaderna var i slutet av 1911 1,75 miljoner kronor varav 200 000 kr för fordon.
De ekonomiska förutsättningarna var dåliga och Mjölby-Hästholmens järnvägsaktiebolag gick i konkurs den 1 februari 1913. Ett nytt bolag Mjölby-Hästholmens nya järnvägsaktiebolag tog över den 17 november 1913.
För järnvägens gods- och personbefordran inköptes 1909 två lok från Motala Verkstad. Resandevagnar kom från Vagnfabriks-Aktiebolaget i Södertälje. En rälsbuss inköptes från Fiat 1922 och den egna verkstaden tillverkade en släpvagn. Rälsbussen ersattes 1936 med vad som hos dåvarande Statens Järnvägar (SJ) senare blev YDosb.
Idén med genomgående vagnar på en tågfärja över Vättern förverkligades aldrig. Det mesta av godset var säd och gödningsmedel som kom med båt till Hästholmens hamn från Norge.
Svenska staten köpte MHJ den 1 januari 1940 och driften togs över av dåvarande SJ.
När all trafik på den smalspåriga banan FVÖJ mellan Ödeshög och Vadstena upphörde den 1 november 1958 byggdes sträckan mellan Hästholmen och Ödeshög om till normalspår som en förlängning av MHJ. Den normalspåriga trafiken började den 1 juli 1959.

### Nedläggning
Persontrafiken mellan Mjölby och Hästholmens hamn upphörde den 1 juni 1958. Godstrafiken mellan Väderstad och Ödeshög upphörde den 1 januari 1983 och godstrafiken mellan Väderstad och Mjölby upphörde den 27 maj 1990. Hamnspåret i Hästholmen revs 1980. Spåret utom närmast Mjölby revs 1991.

## Nutid
I Mjölby fanns delar av spåret kvar i december 2017 men i Mjölby kommuns förslag till översiktsplan ska det tas bort.. Bågbron över Svartån, den så kallade Hästholmsbron är också intakt och kan användas av fotgängare. Banvallen mellan Hästholmen och Ödeshög används som en del av cykelleden Vättern-Sommenleden. Delarna mellan Hästholmen och Mjölby som låg på åkermark brukas igen.